# Scratching
Scratching (fra det engelske "to scratch" for at "kradse" eller "skrabe") benyttes i musikjargon om frembringelse af lyd gennem rytmisk frem- og tilbagekørsel af en drejende grammofonplade på en pladespiller med påsat pickup. Samtidig kan der skrues op og ned for lydene ved hjælp af crossfaderen på den dertil tilsluttede mikserpult, for at tilføje disse lyde til en melodi. Grammofonpladen ligger på en slipmat, som gør det muligt at dreje grammofonpladen uafhængigt af pladespillerens pladetallerken (engelsk: turntable) – heraf begrebet turntablism. For det meste benyttes pladespillere med pick-up-arme, som er særlig robuste og rillestabile. Scratching blev formentlig indført i 1975 af Grand Wizzard Theodore, og blev hurtigt til en fast del af djing i hiphop-musikken.
| Hiphop | Spire Denne hiphop-relaterede artikel er en spire som bør udbygges. Du er velkommen til at hjælpe Wikipedia ved at udvide den. |